# Lüsner Berge
Die Lüsner Berge sind eine Berggruppe in den nordwestlichen Dolomiten, die sich in Südtirol (Italien) befindet. Geologisch gehören sie, obwohl sie nicht aus Dolomit, sondern aus Quarzphyllit aufgebaut sind, zum Südalpin, dessen Grundgebirge sie zusammen mit dem Komplex der Etschtaler Vulkanit-Gruppe bilden.

## Lage und Umgebung
Die Lüsner Berge werden im Westen vom Eisacktal, im Norden vom Pustertal und im Osten vom Gadertal begrenzt. Im Süden gehen sie am Würzjoch und Kofeljoch zur Peitlerkofelgruppe über, von der sie ansonsten durch das Aferer und das Untermoital getrennt sind.
Die Lüsener Berge liegen größtenteils auf dem Gebiet der Gemeinden Lüsen, Brixen, St. Martin in Thurn, Enneberg, St. Lorenzen, Kiens und Rodeneck.

## Gliederung
Das Lüsner Tal, das vom Eisacktal her zunächst nach Osten, dann nach Süden führt, gliedert die Gebirgsgruppe grob in zwei Blöcke. Im Südwesten liegt der großteils begraste Bergstock der Plose, wo sich mit dem Großen Gabler (2576 m) der höchste Gipfel der Gruppe befindet. Die übrigen Lüsner Berge bestehen aus dem langen, relativ flachen Rücken der Rodenecker und Lüsner Alm. Unter den wenig markanten Gipfeln dort treten am meisten der Maurerberg (2332 m) im Südosten und das Astjoch (2196 m) im Nordosten hervor.